# Elachistocleis surinamensis
Elachistocleis surinamensis är en groddjursart som först beskrevs av Daudin 1802.  Elachistocleis surinamensis ingår i släktet Elachistocleis och familjen Microhylidae. IUCN kategoriserar arten globalt som livskraftig. Inga underarter finns listade i Catalogue of Life.